# Cricotopus subletteorum
Cricotopus subletteorum är en tvåvingeart som beskrevs av Spies 1998. Cricotopus subletteorum ingår i släktet Cricotopus och familjen fjädermyggor. Inga underarter finns listade i Catalogue of Life.